# Derby texan
Le derby texan, appelé originellement Texas Derby,, est la rivalité opposant le Dynamo de Houston au FC Dallas, tous deux basés au Texas et participant à la Major League Soccer, élite du soccer nord-américain. La rivalité prend naissance lors du déménagement du Dynamo à Houston en 2005 et se développe rapidement grâce aux succès sportifs de dernier et aux rencontres tendues qui ont eu lieu entre le Dynamo et le FC Dallas.
Par ailleurs, depuis 2006, les deux clubs se disputent chaque saison El Capitán, trophée qui est la réplique d'un canon de la Guerre de Sécession et qui sacre le vainqueur de la série (d'un à quatre matchs par saison). Le Dynamo a remporté à six reprises ce canon, contre deux titres pour Dallas (2008 et 2010).

## Navigation